# Txell Alarcón Otero
Txell Alarcón Otero (Barcelona, 31 de juliol de 2003) és una jugadora de bàsquet catalana.
Escorta, començà a practicar el basquetbol amb el Safa Claror de Barcelona. Posteriorment, es formà en les categories inferiors del Club Bàsquet Femení Sant Adrià, competint, en categoria júnior, a la Lliga Femenina 2. La temporada 2020-21 fitxà pel Club Deportivo Promete, debutant a la Lliga Femenina. En el seu primer any en l'elit estatal, fou la millor triplista de la temporada. Després de la dissolució de l'entitat logronyesa, fitxà pel Kutxabank Araski la temporada 2022-23. L'abril de 2023 fou seleccionada en la tercera ronda del draft de la WNBA, essent la tercera catalana i la dotzena estatal en aconseguir-ho. Internacional amb la selecció espanyola en categories inferiors, es proclamà campiona d'Europa sub-20 (2022), essent escollida MVP de la final. i guanyà una medalla de bronze (2023). Amb la selecció catalana absoluta competí internacionalment contra Ucraïna el maig de 2023.